# Cone
Cone (z ang. stożek) − szczyt w Górach Watkinsa na wschodzie Grenlandii. Wznosi się na 3669 m n.p.m., dzięki czemu plasuje się na 3. miejscu w tych górach pod względem wysokości. Razem z Górą Gunnbjørna i Dome tworzy najwyższe pasmo Gór Watkinsa. Ma postać nunataku. Nazwa Cone pochodzi od stożkowatego kształtu góry.